# Cristóbal de Aguirre
Cristóbal de Aguirre Hordeñana fue un comerciante español que radicado en la ciudad de Buenos Aires desarrolló una importante actividad en la comunidad. 

## Biografía
Cristóbal de Aguirre nació en el barrio de Aguirre del municipio de Galdácano (Vizcaya), el 10 de julio de 1736, hijo de Domingo de Aguirre Gastelú y de Ana María de Hordeñana.
En 1765 se radicó en Buenos Aires para dedicarse con éxito al comercio. Tuvo destacada participación en la vida de su comunidad: fue juez, oficial real, vocal y síndico del Real Consulado de Buenos Aires (1794), Regidor perpetuo y alcalde de primer voto del Cabildo de Buenos Aires en 1802.
En 1778 casó con María Manuela López de Anaya Ruiz, con quien tuvo cinco hijos: Vicenta (1779), Juana Josefa (1780), Juan Pedro (1781), José Enrique (1784) y María Eugenia Aguirre López Anaya (1789). Vivía en la calle de la Merced, actual calle Presidente Perón entre 25 de Mayo y Reconquista, sobre la vereda sud.
En 1795 le fue concedido el retiro con el grado de capitán de infantería de las milicias de Buenos Aires.
El 31 de diciembre de 1802 el Cabildo propuso al Rey Carlos IV de España que nombrase a su valido y Ministro el Príncipe de la Paz Manuel Godoy "Regidor honorario del Cabildo de Buenos Aires". El rey accedió por Real Cédula del 29 de octubre de 1803. El 23 de mayo de 1804 Cristóbal de Aguirre fue elegido a propuesta del Alcalde de 1.º voto Domingo de Igarzabal para servir en el puesto "a nombre del Excelentísimo Señor Príncipe de la Paz", acordándose que tendría voz y voto en las deliberaciones.
Al producirse las Invasiones Inglesas al Río de la Plata en 1806 y 1807, ya anciano, combatió como coronel del tercio de Vizcaínos.
En tanto vecino principal del comercio de la ciudad fue invitado con su hijo Juan Pedro y su yerno Gerardo Bosch y Alvareda al cabildo abierto del 22 de mayo de 1810. En esa asamblea se retiró sin emitir su voto, que probablemente hubiera sido favorable a la permanencia del virrey Baltasar Hidalgo de Cisneros en el mando político y militar.
Cristóbal de Aguirre falleció en la ciudad de Buenos Aires el 11 de junio de 1831, a la avanzada edad de 95 años.